# Brain's Base
Brain's Base Inc. (有限会社ブレインズ・ベース, Yūgen gaisha Bureinzu Bēsu) est un studio d'animation japonais fondé en juillet 1996.

## Histoire
Ancien producteur chez TMS Entertainment, Kazumitsu Ozawa quitte le studio en 1996 et crée Brain's Base la même année. Après s'être spécialisé dans le mecha et l'adaptation d'œuvre de Gō Nagai, le studio se tourne progressivement vers l'adaptation de light novel à succès comme Baccano ou Kurenai.

## Production

### Séries télévisées
| Année | Titre                                                   | Dates de 1re diffusion | Dates de 1re diffusion | Nb. éps.   | Notes                                                                                              |
| Année | Titre                                                   | Début                  | Fin                    | Nb. éps.   | Notes                                                                                              |
| ----- | ------------------------------------------------------- | ---------------------- | ---------------------- | ---------- | -------------------------------------------------------------------------------------------------- |
| 2002  | Daigunder (ja)                                          | 5 avril 2002           | 27 décembre 2002       | 39         | Produite par TV Tokyo et NAS (ja).                                                                 |
| 2003  | Pluster World (ja)                                      | 3 avril 2003           | 25 mars 2004           | 52         | Produite par TV Tokyo et NAS. Coproduite avec Actas.                                               |
| 2005  | Kamichu!                                                | 29 juin 2005           | 28 septembre 2005      | 12         | Série originale créée par Besame Mucho.                                                            |
| 2005  | Gunparade Orchestra (en)                                | 4 octobre 2005         | 28 mars 2006           | 24         | Basée sur le jeu vidéo d'Alfa System.                                                              |
| 2006  | Innocent Venus                                          | 26 juillet 2006        | 25 octobre 2006        | 12         | Produite par Bandai Visual.                                                                        |
| 2007  | Kishin Taisen Gigantic Formula                          | 4 avril 2007           | 26 septembre 2007      | 26         | Produite par Bandai Visual et TV Tokyo.                                                            |
| 2007  | Baccano!                                                | 26 juillet 2007        | 1er novembre 2007      | 16         | Basée sur la série de light novel écrite par Ryōgo Narita.                                         |
| 2008  | Kurenai                                                 | 3 avril 2008           | 19 juin 2008           | 12         | Basée sur la série de light novel écrite par Kentarō Katayama.                                     |
| 2008  | Natsume Yūjinchō                                        | 8 juillet 2008         | 30 septembre 2008      | 13         | Basée sur la série de manga de Yuki Midorikawa. Coproduite avec NAS.                               |
| 2009  | Akikan! (ja)                                            | 3 janvier 2009         | 28 mars 2009           | 12         | Basée sur la série de light novel écrite par Riku Ranjō.                                           |
| 2009  | Zoku Natsume Yūjinchō                                   | 6 janvier 2009         | 31 mars 2009           | 13         | Deuxième saison du Pacte des Yōkai.                                                                |
| 2009  | Spice and Wolf II                                       | 8 juillet 2009         | 23 septembre 2009      | 12         | Basée sur la série de light novel écrite par Isuna Hasekura. Coproduite avec Marvy Jack.           |
| 2010  | Durarara!!                                              | 7 janvier 2010         | 25 juin 2010           | 26         | Basée sur la série de light novel écrite par Ryōgo Narita.                                         |
| 2010  | Princess Jellyfish                                      | 15 octobre 2010        | 31 décembre 2010       | 11         | Basée sur la série de josei manga d'Akiko Higashimura.                                             |
| 2011  | Dororon Enma-kun Meeramera (en)                         | 8 avril 2011           | 24 juin 2011           | 12         | Adaptation de la franchise Dororon Enma-kun de Gō Nagai.                                           |
| 2011  | Natsume Yūjinchō San                                    | 5 juillet 2011         | 27 septembre 2011      | 13         | Troisième saison du Pacte des Yōkai.                                                               |
| 2011  | Kamisama Dolls (ja)                                     | 6 juillet 2011         | 28 septembre 2011      | 13         | Basée sur la série de manga de Hajime Yamamura.                                                    |
| 2011  | Mawaru-Penguindrum                                      | 8 juillet 2011         | 22 décembre 2011       | 24         | Série originale réalisée et écrite par Kunihiko Ikuhara.                                           |
| 2012  | Natsume Yūjinchō Shi                                    | 3 janvier 2012         | 27 mars 2012           | 13         | Quatrième saison du Pacte des Yōkai.                                                               |
| 2012  | Sengoku Collection                                      | 5 avril 2012           | 27 septembre 2012      | 26         | Basée sur le jeu mobile de Konami.                                                                 |
| 2012  | Tonari no Kaibutsu-kun                                  | 1er octobre 2012       | 24 décembre 2012       | 13         | Basée sur la série de manga de Robico.                                                             |
| 2012  | Ixion Saga DT (ja)                                      | 7 octobre 2012         | 31 mars 2013           | 25         | Basée sur le jeu en ligne de Capcom.                                                               |
| 2013  | Amnesia                                                 | 7 janvier 2013         | 25 mars 2013           | 12         | Basée sur la série de visual novel d'Idea Factory.                                                 |
| 2013  | My Teen Romantic Comedy SNAFU                           | 5 avril 2013           | 28 juin 2013           | 13         | Basée sur la série de light novel écrite par Wataru Watari.                                        |
| 2013  | Brothers Conflict                                       | 2 juillet 2013         | 17 septembre 2013      | 12         | Basée sur la série de light novel créée par Atsuko Kanase et écrite par Takeshi Mizuno.            |
| 2013  | Blood Lad                                               | 7 juillet 2013         | 8 septembre 2013       | 10         | Basée sur la série de manga de Yūki Kodama.                                                        |
| 2014  | D-Frag!                                                 | 7 février 2014         | 25 mars 2014           | 12         | Basée sur la série de manga de Tomoya Haruno.                                                      |
| 2014  | Bokura wa minna Kawai-sō                                | 4 avril 2014           | 20 juin 2014           | 12         | Basée sur la série de manga de Ruri Miyahara.                                                      |
| 2014  | Kamigami no asobi (ja)                                  | 6 avril 2014           | 21 juin 2014           | 12         | Basée sur le visual novel de Nippon Ichi Software.                                                 |
| 2014  | Isshuukan Friends. (ja)                                 | 7 avril 2014           | 22 juin 2014           | 12         | Basée sur la série de manga de Matcha Hazuki.                                                      |
| 2015  | Rinne                                                   | 4 avril 2015           | 23 septembre 2017      | 75         | Basée sur la série de manga de Rumiko Takahashi.                                                   |
| 2015  | Aoharu × Kikanjū                                        | 3 juillet 2015         | 18 septembre 2015      | 12         | Basée sur la série de manga de NAOE.                                                               |
| 2015  | Dance with Devils                                       | 7 octobre 2015         | 23 décembre 2015       | 12         | Basée sur le jeu vidéo de Rejet.                                                                   |
| 2016  | Endride (ja)                                            | 3 avril 2016           | 25 septembre 2016      | 24         | Premier projet d'une franchise créée par Takara Tomy Arts, CyberAgent et NTV.                      |
| 2016  | Servamp                                                 | 5 juillet 2016         | 20 septembre 2016      | 12         | Basée sur la série de manga de Strike Tanaka. Coproduite avec Platinum Vision.                     |
| 2016  | Cheer Boys!! (en)                                       | 5 juillet 2016         | 27 septembre 2016      | 12         | Basée sur le roman de Ryō Asai.                                                                    |
| 2016  | Kiss Him, Not Me                                        | 7 octobre 2016         | 23 décembre 2016       | 12         | Basée sur la série de manga de Junko.                                                              |
| 2017  | Anonymous Noise                                         | 11 avril 2017          | 27 juin 2017           | 12         | Basée sur la série de manga de Ryoko Fukuyama.                                                     |
| 2018  | School Babysitters (ja)                                 | 7 janvier 2018         | 25 mars 2018           | 12         | Basée sur la série de manga de Hari Tokeino.                                                       |
| 2018  | Gakuen Basara                                           | 5 octobre 2018         | 21 décembre 2018       | 12         | Série dérivée de la série de jeu vidéo Sengoku Basara de Capcom.                                   |
| 2019  | Grimms Notes the Animation (ja)                         | 11 janvier 2019        | 29 mars 2019           | 12         | Basée sur le jeu mobile de Square Enix.                                                            |
| 2020  | In/Spectre                                              | 12 janvier 2020        | 29 mars 2020           | 12         | Basée sur le roman de Kyo Shirodaira.                                                              |
| 2020  | Duel Masters King (ja)                                  | 5 avril 2020           | en cours               | À annoncer | 16e série de la franchise Duel Masters ; coproduite avec Shōgakukan Music & Digital Entertainment. |
| 2021  | To Your Eternity                                        | 12 avril 2021          | 30 août 2021           | 20         | Basée sur le manga de Yoshitoki Ōima.                                                              |
| 2022  | Duel Masters King MAX                                   | 3 avril 2022           | 28 août 2023           | 17         | Sixième série de l'arc de Joe Kirifuda de Duel Masters                                             |
| 2022  | Duel Masters Win                                        | 4 septembre 2022       | 26 mars 2023           | 19         | Première série de l'arc de Win Kirifuda de Duel Masters                                            |
| 2022  | Golden Kamui (saison 4)                                 | 3 octobre 2022         | 26 juin 2023           | 13         | Suite de la saison 3 de Golden Kamui produite par Geno Studio                                      |
| 2023  | In/Spectre (saison 2)                                   | 9 janvier 2023         | 27 mars 2023           | 12         | Suite de In/Spectre                                                                                |
| 2023  | Firefighter Daigo: Rescuer in Orange                    | 30 septembre 2023      | 23 mars 2024           | 23         | Adaptation de la série manga de Masahito Soda (en) et Kuro Tomiyama                                |
| 2024  | An Archdemon's Dilemma: How to Love Your Elf Bride (en) | 5 avril 2024           | 21 juin 2024           | 12         | Basée sur le light novel de Fuminori Teshima.                                                      |

### Films
| Année | Titre                      | Date de sortie    | Notes                                                     |
| ----- | -------------------------- | ----------------- | --------------------------------------------------------- |
| 2000  | Kaze o mita shōnen (ja)    | 22 juillet 2000   | Basée sur un roman de C. W. Nicol (ja).                   |
| 2011  | Hotarubi no mori e         | 17 septembre 2011 | Adaptation d'un one-shot shōjo écrit par Yuki Midorikawa. |
| 2017  | Dance with Devils: Fortuna | 4 novembre 2017   | Basée sur un jeu vidéo de Rejet.                          |

### OAV
| Année | Titre                                                    | Date(s) de sortie                     | Notes |
| ----- | -------------------------------------------------------- | ------------------------------------- | --- |
| 1998  | Shin Getter Robo (en)                                    | 25 août 1998 – 25 mai 199             | Production de 13 épisodes basée sur les travaux de Gō Nagai et de Ken Ishikawa.                                                             |
| 2000  | Shin Getter Robo vs Neo Getter Robo                      | 21 décembre 2000 – 25 juin 2001       | Production de 4 épisodes basée sur les travaux de Gō Nagai et de Ken Ishikawa. Coproduite avec Bandai Visual, Dynamic planning et Dentsu.   |
| 2001  | Mazinkaiser                                              | 25 septembre 2001 – 25 septembre 2002 | Production de 7 épisodes basée sur la série Mazinger de Gō Nagai. Coproduite avec Bandai Visual et Dynamic planning.                        |
| 2003  | Mazinkaiser vs. the Great General of Darkness            | 25 juillet 2003                       | Remake du film Mazinger Z vs. The Great General of Darkness (ja) de 1974.                                                                   |
| 2004  | Shin Getter Robo (en)                                    | 9 avril 2004 – 10 septembre 2004      | Production de 13 épisodes repensant le manga Getter Robo de Gō Nagai et de Ken Ishikawa. Coproduite avec Bandai Visual et Dynamic planning. |
| 2005  | Super Robot Wars Original Generation: The Animation (ja) | 27 mai 2005 – 23 décembre 2005        | Production de 3 épisodes avec Bandai Visual.                                                                                                |
| 2006  | Demon Prince Enma (ja)                                   | 25 août 2006 – 23 mars 2007           | Production de 4 épisodes basée sur la série de manga de Gō Nagai.                                                                           |
| 2007  | Kimi ga nozomu eien: Next Season                         | 21 décembre 2007 – 19 décembre 2008   | Production de 4 épisodes basée sur le visual novel pour adultes d'âge (en).                                                                 |
| 2009  | Denpa teki na kanojo (ja)                                | 4 février 2009 – 4 décembre 2009      | Production de 2 épisodes basée sur la série de light novel écrite par Kentarō Katayama.                                                     |
| 2009  | Spice and Wolf                                           | 30 avril 2009                         | Préquel à la seconde saison de la série télévisée.                                                                                          |
| 2010  | Kurenai                                                  | 2 juillet 2010 – 3 décembre 2010      | Production de 2 épisodes composés de trois courtes histoires chacun.                                                                        |
| 2012  | Ken-ichi                                                 | 14 mars 2012 – 16 mai 2014            | Production de 11 épisodes basée sur la série de manga de Syun Matsuena.                                                                     |
| 2013  | Assassination Classroom                                  | 6 octobre 2013                        | Production basée sur la série de manga de Yūsei Matsui, et diffusée au Jump Super Anime Tour 2013.                                          |
| 2014  | Natsume Yūjinchō: Itsuka Yuki no Hi ni                   | 5 février 2014                        | Production basée sur la série de manga de Yuki Midorikawa.                                                                                  |
| 2014  | Chōjikū Robo Meguru (en)                                 | novembre 2014                         | Coproduction originale avec Studio A-Cat.                                                                                                   |
| 2014  | Bokura wa minna Kawai-sō: First Time                     | 26 décembre 2014                      | Un épisode inédit sorti avec le septième coffret Blu-ray et DVD.                                                                            |